# HMS Smiter (D55)
Авіаносець «Смайтер» (англ. HMS Smiter (D55)) — ескортний авіаносець США часів Другої світової війни типу «Боуг» (2 група, тип «Ameer»/«Ruler»), переданий ВМС Великої Британії за програмою ленд-лізу.

## Історія створення
Авіаносець «Смайтер» був закладений 10 травня 1943 року на верфі «Seattle-Tacoma Shipbuilding Corporation» під назвою «USS Vermillion (CVE-52)». Спущений на воду 27 вересня 1943 року. Переданий ВМС Великої Британії, вступив у стрій під назвою «Смайтер» 20 січня 1944 року.

## Історія служби
Після вступу у стрій «Смайтер» перейшов в Англію в липні 1944 року.
На початку 1945 року авіаносець прийняв на борт авіагрупу та вирушив в Коломбо. До серпня 1945 року авіаносець був підготовлений до участі у бойових діях.
Після капітуляції Японії брав участь у висадці десантів в Малайї, Гонконгу та Сінгапурі.
6 квітня 1946 року авіаносець «Ріпер» був повернутий США, де 6 травня того ж року був виключений зі списків флоту. 
27 січня 1947 року корабель був проданий компанії «Newport News Shipbuilding and Drydock Company» та переобладнаний на торгове судно, яке згодом було продане аргентинській компанії « Compania Argentina de Navigacion Dodero, S.A.» і у 1948 році почав використовуватись під назвою « SS Artillero». У 1965 році корабель був перейменований на «President Garcia».
У липні 1967 року корабель зазнав аварії поблизу Гернсі. Його відновлення було визнане недоцільним, і корабель був розібраний на метал у Гамбурзі у листопаді того ж року.